# Alectrurus tricolor
Alectrurus tricolor е вид птица от семейство Tyrannidae. Видът е световно застрашен, със статут Уязвим.

## Разпространение
Видът е разпространен в Аржентина, Боливия, Бразилия и Парагвай.